# ノー・ディレクション・ホーム:ザ・サウンドトラック
『ノー・ディレクション・ホーム：ザ・サウンドトラック』（英: The Bootleg Series Vol. 7: No Direction Home: The Soundtrack）は、マーティン・スコセッシ監督のボブ・ディランのドキュメンタリー映画『ノー・ディレクション・ホーム』（2005年）のサウンドトラックとして、2005年にリリースされたコンピレーション・アルバム。ディランのデビュー前1959年から1966年5月までの、プライベート録音や未発表ライブ演奏、スタジオ録音アウトテイクを集めて収録している。海賊盤などでしか聴けない未発表音源を公式盤としてリリースする『ブートレッグ・シリーズ第7集』として発表された。
2005年9月17日付ビルボード200チャートで最高16位、その後11週間チャート・イン、ビルボード・トップ・インターネット・アルバムで16位、全英アルバム・チャートで21位、日本のオリコンで59位を記録した。2005年10月21日、RIAAによりゴールド・ディスクに認定されている。

## 解説
映画の中ではディランの他に、ディランに影響を与えたアーティストが登場するが、このアルバムでは、ディランの演奏のみを収録。演奏される曲の録音時期が大きく前後する場面があるが、このアルバムではほぼ録音時代順に並べられ、最初期のプライベートな録音から、「ミネソタ・ホテル・テープ」の一部、未発表のライブ演奏などを聴くことができる。また映画では使用されていないスタジオ録音のアウトテイク、オルタネイト・テイクも収録されている。1966年5月17日マンチェスター、フリー・トレード・ホールでの「ライク・ア・ローリング・ストーン」は、映画と同じく最後に収録されている。

## 収録曲
特記なき楽曲は、作詞・作曲: ボブ・ディラン

### Disc 1
1. ホエン・アイ・ガット・トラブルズ - When I Got Troubles – 1:28
1959年、ハイ・スクール時代の友達 Ric Kangas 録音
2. ランブラー、ギャンブラー - Rambler, Gambler – 2:16 
  - トラディショナル、編曲: ディラン

1960年秋、ホーム・レコーディング Cleve Petterson 録音
3. わが祖国 - This Land Is Your Land – 5:57
  - 作詞・作曲: ウディ・ガスリー

1961年11月4日ニューヨーク、ライブ
4. ウディに捧げる歌 - Song to Woody – 2:41
1962年、同『ボブ・ディラン』収録
5. ディンクス・ソング - Dink's Song – 4:37
  - トラディショナル、編曲: ディラン

1961年12月22日ミネソタ州ミネアポリス、「ミネソタ・ホテル・テープ」
6. アイ・ウォズ・ヤング・ホエン・アイ・レフト・ホーム - I Was Young When I Left Home – 5:19
1961年12月22日ミネソタ州ミネアポリス、「ミネソタ・ホテル・テープ」
7. サリー・ギャル - Sally Gal – 2:37
1962年4月24日、『フリーホイーリン・ボブ・ディラン』アウトテイク
8. くよくよするなよ - Don't Think Twice, It's All Right – 3:35
1963年3月ニュー・ヨーク、 Witmark 出版登録用デモ
9. いつも悲しむ男 - Man of Constant Sorrow – 3:03
  - トラディショナル、編曲: ディラン

1963年3月、テレビ番組 "Folk Songs and More Folk Songs"
10. 風に吹かれて - Blowin' in the Wind – 4:03
1963年4月12日ニュー・ヨーク、タウン・ホール、ライブ
11. 戦争の親玉 - Masters of War – 4:41
1963年4月12日ニュー・ヨーク、タウン・ホール、ライブ
12. はげしい雨が降る - A Hard Rain's a-Gonna Fall – 7:46
1963年10月26日ニュー・ヨーク、カーネギー・ホール、ライブ
13. 船が入ってくるとき - When the Ship Comes In – 3:05
1963年10月26日ニュー・ヨーク、カーネギー・ホール、ライブ
14. ミスター・タンブリン・マン - Mr. Tambourine Man – 6:42
1964年6月9日、『アナザー・サイド・オブ・ボブ・ディラン』アウトテイク、ジャック・エリオットとのデュエット
15. 自由の鐘 - Chimes of Freedom – 8:02
1964年7月26日、ニューポート・フォーク・フェスティバル、ライブ
16. イッツ・オール・オーバー・ナウ、ベイビー・ブルー - It's All Over Now, Baby Blue – 3:33
1965年1月16日、『ブリンギング・イット・オール・バック・ホーム』オルタネイト・テイク

### Disc 2
1. シー・ビロングズ・トゥ・ミー - She Belongs to Me – 3:18
1965年1月14日、『ブリンギング・イット・オール・バック・ホーム』オルタネイト・テイク
2. マギーズ・ファーム - Maggie's Farm – 5:53
1965年7月25日、ニューポート・フォーク・フェスティバル、ライブ
3. 悲しみは果てしなく - It Takes a Lot to Laugh, It Takes a Train to Cry – 3:33
1965年6月15日、『追憶のハイウェイ61』オルタネイト・テイク
4. トゥームストーン・ブルース - Tombstone Blues – 3:34
1965年7月29日、『追憶のハイウェイ61』オルタネイト・テイク
5. 親指トムのブルースのように - Just Like Tom Thumb's Blues – 5:42
1965年8月2日、『追憶のハイウェイ61』オルタネイト・テイク
6. 廃墟の街 - Desolation Row – 11:44
1965年7月29日、『追憶のハイウェイ61』オルタネイト・テイク
7. 追憶のハイウェイ61 - Highway 61 Revisited – 3:38
1965年8月2日、『追憶のハイウェイ61』オルタネイト・テイク
8. ヒョウ皮のふちなし帽 - Leopard-Skin Pill-Box Hat – 6:23
1966年1月25日、『ブロンド・オン・ブロンド』オルタネイト・テイク
9. メンフィス・ブルース・アゲイン - Stuck Inside of Mobile with the Memphis Blues Again – 5:44
1966年2月17日、『ブロンド・オン・ブロンド』オルタネイト・テイク
10. ジョアンナのヴィジョン - Visions of Johanna – 6:36
1965年11月30日ニュー・ヨーク、ザ・ホークス（ザ・バンド）との録音、オルタネイト・テイク
11. やせぽっちのバラッド - Ballad of a Thin Man – 7:45
1966年5月20日エディンバラ、ABCシアター、ライブ
12. ライク・ア・ローリング・ストーン - Like a Rolling Stone – 8:12
1966年5月17日マンチェスター、フリー・トレード・ホール、ライブ、同『ロイヤル・アルバート・ホール』収録

### アウトテイク
インターネットでのダウンロードでのみ "Exclusive Outtakes From No Direction Home" と題された3曲のアウトテイクがリリースされた。
1. ベイビー・プリーズ・ドント・ゴー - Baby Please Don't Go – 1:56
『フリーホイーリン・ボブ・ディラン』アウトテイク
2. ミスター・タンブリン・マン - Mr. Tambourine Man – 7:21
1964年、ニューポート・フォーク・フェスティヴァル、ライブ
3. アウトロー・ブルース - Outlaw Blues – 2:15
アコースティック・バージョン

## リリース
日本
| 日付          | レーベル | フォーマット | カタログ番号 | 付記 |
| ------------- | -------- | ------------ | ------------ | ---- |
| 2005年9月14日 | ソニー   | 2CD          | MHCP-794･795 |      |